# African Stars FC
African Stars Football Club w skrócie African Stars FC – namibijski klub piłkarski, grający w Namibia Premier League, mający siedzibę w mieście Windhuk, stolicy kraju. Klub został założony w 1986 roku. W swojej historii pięciokrotnie wywalczył mistrzostwo kraju i pięciokrotnie zdobył Puchar Namibii.

## Sukcesy
- I liga[1]:
  - mistrzostwo (5): 1994, 2009, 2010, 2015, 2018.

- Puchar Namibii[2]:
  - zwycięstwo (3): 2007, 2010, 2013, 2014, 2018.
  - finał (2): 1996, 2008.

## Występy w afrykańskich pucharach
| Sezon     | Rozgrywki           | Runda    | Kraj              | Klub                         | Dom | Wyjazd | Dwumecz |
| --------- | ------------------- | -------- | ----------------- | ---------------------------- | --- | ------ | ------- |
| 1992      | Puchar CAF          | 1        | Zair              | OC Mbongo Sport              | 0–2 | 0–3    | 0–5     |
| 2014      | Puchar Konfederacji | wstępna  | Angola            | Atlético Petróleos de Luanda | 2–0 | 0–3    | 2–3     |
| 2018/2019 | Puchar Mistrzów     | wstępna  | Komory            | Volcan Club de Moroni        | 2–1 | 0–0    | 2–1     |
| 2018/2019 | Puchar Mistrzów     | 1        | Południowa Afryka | Orlando Pirates              | 0–1 | 0–0    | 0–1     |
| 2018/2019 | Puchar Konfederacji | play-off | Maroko            | Raja Casablanca              | 1–1 | 0–1    | 1–2     |
| 2019/2020 | Liga Mistrzów       | wstępna  | Uganda            | KCCA FC                      | 3–2 | 0–2    | 3–4     |

## Stadion
Domowe mecze klub rozgrywa na stadionie o nazwie Khomasdal Stadium w Windhuku, który może pomieścić 2000 widzów.